# Frederik Christian Raben
Frederik Christian lensgreve Raben (23. marts 1769 på Aalholm – 6. juli 1838 i Rio de Janeiro) var greve af Christiansholm (= Aalholm m.fl. godser) ved Nysted på Lolland) og botaniker. Ud over at drive og forbedre sin fædrene arv foretog han en lang række rejser for at opsøge og indsamle planter m.m.
Hans oldemor Emerentia von Levetzow havde i 1725 købt Aalholm af kong Frederik IV og derefter flere andre nærliggende godser. I 1734 fik hun af Aalholm, Bramsløkke og Egholm oprettet stamhuset Christiansholm til sin ældste sønnesøn Christian Raben, hvorved han kunne optages i adelsstanden som greve. Imidlertid døde Christian Raben barnløs allerede i 1750, så hans yngre bror Otto Ludvig lensgreve Raben arvede grevskabet, som ved hans død i 1791 overgik til sønnen, Frederik Christian Raben i en alder af 21 år.

## Et liv med rejser
1788 blev Raben cand.jur. fra Københavns Universitet. I årene 1789-92 var Raben på den for aristokratiets sønner traditionelle dannelsesrejse. Turen startede d. 5. oktober 1789, få måneder efter det franske kongedømmes fald. Først rejste han til Kiel og derfra videre gennem Tyskland hvor han gjorde ophold i bl.a. Göttingen for at følge forelæsninger om jura, historie og naturvidenskab på byens universitet. Derfra gik turen videre gennem Holland til England i juni 1790, hvor han blev præsenteret ved hoffet. Hovmesteren og den unge greve brugte mere end syv måneder i England, idet Frederik Christian delte sin tid mellem seværdigheder, fornøjelser, videnskab og teknik samt praktiske studier af erhvervslivet. Han kom rundt til de fleste af Englands større byer, inklusive industricentrene Manchester, Birmingham og Liverpool samt universitetsbyen Oxford.
Den 11. februar 1791 gik Raben og hans tjener i land i Calais, og frem til den 23. juli opholdt de sig derefter i Paris. Selv om perioden hører til revolutionsårenes fredeligste og kulturllivet tilsyneladende forsatte nogenlunde uanfægtet, var der dog alligevel episoder hvor mennesker blev ofre for tilfældig vold. Først da kong Ludvig XVI. og hans familie forsøgte at flygte, forlod F.C. Raben Paris og rejste videre mod syd til Italien.

## Dagbog og leksikon
På rejsen førte Raben en omhyggelig dagbog på 642 sider, der er bevaret i næsten komplet tilstand. Heraf fremgår det, at hans hovedinteresser ikke er af politisk eller moralsk karakter, men mere af teknisk, videnskabelig art. Undervejs blev han underrettet om både faderens og moderens død, men han fortsatte alligevel som planlagt, og ved hjemkomsten tog han fat på de daglige opgaver med at administrere sit grevskab og øvrige formue. At dømme efter godsregnskaberne var han en dygtig administrator. Fra omkring 1800 skrev han sine erfaringer ned i et leksikon, der beskæftiger sig med allehånde sager vedrørende godsdrift og naturvidenskab. På denne tid grundlagdes også hans botaniske og zoologiske interesser. Allerede 1796 forberedte han sin omlægning af slottets omgivelser, og frem til 1814 udvidedes slotshaven til en større park med mange sjældne træer og andre planter, samt plæner og pavilloner. Han byggede endvidere en etage på det nordøstre slotstårn (fjernet igen omkring 1889) hvorfra han kunne foretage meteorologiske og astronomiske iagttagelser.

## De sene rejser
Frederik Christian Raben giftede sig 5. april 1794 i Christiansborg Slotskirke med Amalie Gregersine Juel (7. september 1775 i København - 31. marts 1813 sammesteds), der frem til 1813 fødte tolv eller tretten børn, hvoraf kun syv blev over 30 år gamle (se liste nedenfor). Hun var datter af deputeret, gehejmeråd Gregers Christian Juel og Amalie Christiane Raben.
Efter hendes død begav Frederik Christian Raben sig ud i verden på en række rejser med tanke på at indsamle og studere planter og mineraler. De mange rejser gik til Tyskland (1819), Island (1821), Frankrig (1822), Grønland (1823), Portugal-Spanien-Marokko (1824), Sverige og Bornholm (1826), Schweiz (1827), Færøerne (1831) og Brasilien (1835-38), foruden rejser til Europas store byer. Især Grønland og Brasilien var usædvanlige rejsemål på den tid, og det var under opholdet i Brasilien at han døde. Men uden sammenligning i øvrigt, var han måske en del af en tendens. Få år senere drog Galathea ud på sin verdensomsejling, Peter Wilhelm Lund var en af de europæere som Raben mødte i Brasilien og nogenlunde samtidig var Charles Darwin på sin epokegørende rejse, der også førte ham til Brasilien.
Også under sine sene rejser førte Raben dagbøger og registrerede omhyggeligt sine objekter, og ved hans død var der i samlingerne over 24.000 planteeksemplarer hvoraf dog mange dubletter. Ifølge en opgørelse af hans arv indeholdt hans bibliotek mindst 1674 bøger om botaniske, zoologiske eller geografiske emner. Det omfattende herbarium er siden splittet i flere dele, senest da alt indbo fra Ålholm blev solgt i 1996.
Frederik Rabens botaniske samlinger og hans bearbejdelse af dem har ifølge fagfolk ikke haft større indflydelse på botanikkens udvikling, men samlingernes størrelse og alder kan dog give visse detaljer specielt hvad angår planterne fra Brasilien. Nogle planter er blevet opkaldt efter ham: Miconia rabenii (Melastomaceae), Eleocharis rabenii (Cyperaceae) and Campomanesia rabeniana (Myrtaceae).
En del af optegnelserne fra rejsen til Grønland blev udgivet i Rabens levetid, men ellers har hans resultater ikke været offentliggjort. På rejsen til Island 1821 skaffede han sig en gejrfugl, der i udstoppet tilstand opbevaredes på Aalholm, indtil den omkring i 1969 blev solgt på Sotheby's auktion for £ 9.000, dengang angiveligt den højeste pris betalt for et zoologisk objekt. Den sidste gejrfugl blev skudt på Island d. 3. juni 1844.

## Børn
Ved hans død overgik grevskabet først til hans ældste søn Gregers Christian lensgreve Raben og senere til en anden søn, Julius lensgreve Raben. Børn med Amalie Gregersine Juel:
1. Otto Ludvig greve Raben (13. januar 1795 - 24. december 1812 i København)
2. Gregers Christian lensgreve Raben til grevskabet Christiansholm (1796-1875)
3. Sigfred Victor greve Raben til Aastrup (1797-1866)
4. N.N. Raben (15. februar 1798 - 16. februar 1799)
5. Frederik Christian greve Raben (7. februar 1799 i København - 1825)
6. Amalie Christiane komtesse Raben (13. december 1800 - 3. september 1832)
7. Anna Catharina Henninga komtesse Raben (31. december 1801 på Aalholm - 30. marts 1882)
8. Julius lensgreve Raben til grevskabet Christiansholm (1804-1879)
9. Hans Rudolph greve Raben (13. marts 1806 - død før 1807 på Aalholm)
10. N.N. Raben (18. april 1807 på Aalholm - 3. maj 1807 på Aalholm)
11. Frederikke Sophie Hedevig komtesse Raben (27. december 1808 på Aalholm - 6. januar 1876 på Vallø Slot)
12. Henriette komtesse Raben (29. juli 1811 på Aalholm - 12. februar 1882 i København)